# Catasetum samaniegoi
Catasetum samaniegoi är en orkidéart som beskrevs av Dodson. Catasetum samaniegoi ingår i släktet Catasetum och familjen orkidéer. Inga underarter finns listade i Catalogue of Life.